# Jean-François Guérin

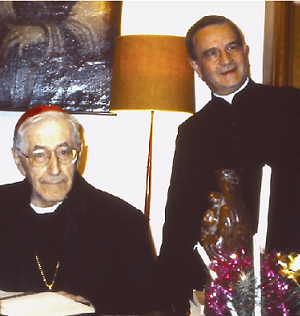
Jean-François Guérin (rechts), neben Kardinal Siri, Erzbischof von Genua (1986)

Jean-François Guérin (* 25. Juli 1929 in Loches (Indre-et-Loire); † 21. Mai 2005 in Blois (Loir-et-Cher)) war ein katholischer Priester. Er ist Gründer der Gemeinschaft Sankt Martin.

## Leben
Nachdem Jean-François Guérin 1955 vom Erzbischof von Tours, Louis-Joseph Gaillard zum Priester geweiht worden war, war er zunächst Domvikar an der Kathedrale von Tours und später Schulseelsorger, ebenfalls in Tours.
Ab 1965 studierte er in Paris Kirchenrecht. Hier wurde er zum Generaldelegierten des französischen Œuvre d’Orient bestellt.
1976 wurde Abbé Guérin vom genuesischen Kardinal Giuseppe Siri nach Italien gerufen. Hier entstand in einem ehemaligen Kapuzinerkloster die Gemeinschaft Sankt Martin als Vereinigung von Weltpriestern. Diese wurde zunächst als Pia unio anerkannt (1979), später als Vereinigung päpstlichen Rechts (2000).
In Genua wurde Abbé Guérin von Kardinal Siri 1987 zum Ehrendomherrn ernannt. 1993 kehrte Guérin nach Frankreich zurück: der Bischof von Blois hatte die Gemeinschaft eingeladen, sich mit ihrem Mutterhaus und Priesterseminar in Candé-sur-Beuvron niederzulassen.
Abbé Guérin leitete die Gemeinschaft bis 2004.
Er starb in Frankreich am 21. Mai 2005 und ist in Artannes beigesetzt. Die Nachfolge als Generalmoderator der Gemeinschaft hatte 2004 bereits Jean-Marie Le Gall angetreten.
Im Juli 2024 teilte die Französische Bischofskonferenz mit, dass einige erwachsene Personen von Delikten mit sexuellem Charakter berichtet hätten, die Guérin begangen habe, etwa von erzwungenen Küssen. Der Vatikan beauftragte außerdem zwei „Apostolische Assistenten“ damit, Vorwürfe von geistlichem Missbrauch gegen den Ordensgründer zu untersuchen.